# سایکوپاتی
سایکوپاتی (به انگلیسی: Psychopathy)، و نیز روان‌آزاری، نوعی اختلال شخصیت است که مهم ترین نشانه های آن عدم حس پشیمانی، نداشتن همدلی، جسارت بالا و نترس بودن، کاریزماتیک بودن و جذابیت سطحی می‌باشد. این افراد از کاریزما و جذابیت سطحی خود استفاده می‌کنند تا وارد انواع جمع شوند و سایرین را مورد هدف قرار داده و برای منفعت شخصی از آنان سو استفاده کنند. این افراد بسیار حساب شده عمل میکنند تا به خواسته خود برسند و اگر کار غیر قانونی میکنند توسط قانون دستگیر یا محاکمه نشوند و بر خلاف تصور عام سایکوپاتی همیشه با خشونت همراه نیست و عده کمی با خشونت آنچه میخواهند به دست میاورند اما مجرمان مکرر متخلف خشونت خانگی و قتل عمد، نشانه های سایکوپاتی را به همراه دارند.
همچنین، معمولاً فرد رفتارهای تکانشی، نداشتن ترس، بی‌احتیاطی، بی‌قیدی و بی‌مسئولیتی و رفتارهای ضد اجتماعی نیز دارد. روان‌آزاری هرچند با اختلال شخصیت ضداجتماعی مشابهت زیادی دارد ولی در طبقه‌بندی‌های گوناگون تفاوت‌هایی دارند.
روان آزاری، نه یک بیماری روانی، بلکه نوعی اختلال عصبی است که ممکن است منجر به رفتارهای ضداجتماعی و گاهی مجرمانه شود.

## گستردگی
برآورد می‌شود که ۱٪ از مردم به روان‌آزاری دچار باشند.

## ویژگی‌های مغزی
اسکن‌های مغزی fMRI نشان داده‌اند که فعالیت بخش‌های داخلی قشر پیش پیشانی مانند قشر اوربیتوفرونتال، قشر خلفی جانبی پیش پیشانی و داخلی شکی مغز در سایکوپات‌های خشن با افراد دیگر متفاوت است. لوب پیشانی مغز (که در درک احساسات دیگران و تئوری ذهن نقشی کلیدی دارد) در این افراد، ماده خاکستری کمتری دارد. همچنین آمیگدال در سایکوپات‌ها کوچک‌تر از مردم عادی است.

## علت
علت دقیق روان‌آزاری، مشخص نیست. به نظر می‌رسد که هر ۲ عامل ژنتیک و محیط بر آن مؤثر باشند. به این معنی که ممکن است به دلیل پیشینه خانوادگی شخص با این ویژگی زاده شود. اما محیط پیرامون و تربیت خانوادگی، در برانگیختن ژن‌ها در دوران کودکی، تغییرات قشر جلویی مغز، و بروز این رفتار روان‌آزارانه، تأثیر داشته باشند.

### کتابشناسی
- کارل هافمن، مارک ورنوری، جودیت ورنوری، روان‌شناسی عمومی (از نظریه تا کاربرد)، شابک ۹۶۴-۶۳۸۹-۰۱-۵